# Lethocerus deyrollei
Espèce
Lethocerus deyrollei est une espèce de punaises géantes.

## Description
Lethocerus deyrollei est une espèce aquatique nocturne et prédatrice. Elle mesure entre 48 et 65 mm de long.

## Reproduction
Les œufs sont pondus à terre parmi la végétation et sont protégés par le mâle qui maintient une humidité suffisante. A contrario les femelles sont connues pour dévorer les œufs, incitant les mâles à rester plus que nécessaire sur les œufs (en effet, il suffit d'une minute et demie environ pour que suffisamment d'eau s'égoutte de son corps pour les humidifier).